# 皮京语
皮京语，又称所罗门皮钦语或新所罗门语，是一种使用于所罗门群岛的语言。它与巴布亚新几内亚的巴布亚皮钦语和瓦努阿图的比斯拉马语高度相关，语言学家有时会认为这几者是同一语言的方言。语言学家也认为皮京语与托雷斯海峡的托雷斯海峡克里奥尔语有极其微小的关联。